# YOKAN
YOKAN （ヨーカン、7月13日 - ） は、日本のトランペット奏者・管楽器奏者・作曲家・編曲家・音楽プロデューサー。神奈川県藤沢市出身。本名、水江洋一郎 （みずえ よういちろう）。Yokan Mizueとも呼ばれる。姪は、タレント・ポップシンガーの古橋舞悠。

## 来歴・人物
幼少の頃にスカウトされ、役者やモデル業などを学ぶ。10代半ば頃からトランペット奏者として活動を始め、スタジオ・ミュージシャンとして様々なレコーディングに参加。グループ単位では、大江戸サルサバンド「LAS NINJAS」に在籍したり、近田春夫主宰のヒップホップバンド「VIBRASTONE」や「ペドロ&カプリシャス」にも籍を置いていた。
その後2000年代頃、矢沢永吉をはじめとするアーティストのライブ・音楽サポートを担当するようになり、管楽器のマルチプレイヤーとしても活動する。また、「管楽器プレーヤー・オーディション・プロジェクト」を立ち上げ、総合プロデューサーとして後進の育成にも励んでいる。アーティスト以外にも、TV・CMなどの作曲・編曲なども務める。
アイドルとの関係
かつての女性アイドルグループ「アイドリング!!!」などで、アイドル活動もしていた女性タレント・古橋舞悠は姪で、自身は伯父にあたる。アイドリング!!!では、3rdシングル「告白」のブラスアレンジを担当している。
ジャニーズ事務所所属者との共演もあり、2008年にはKinKi Kidsのメンバーである堂本剛のソロプロジェクト「244 ENDLI-x（旧名:ENDLICHERI☆ENDLICHERI）」の専属バックバンド・SC△LE（スケール）のメンバーとして参加。その後、男性アイドルグループ・関ジャニ∞と関わるようになり、楽曲で多くのブラスアレンジを担当し、ライブツアーのサポートメンバーとしても同行している。また、メンバー横山裕のトランペットの師匠を務めた。他、ハロー!プロジェクト、AKB48グループの楽曲など、演奏・編曲に関わっている。
ボランティア活動
町々の清掃奉仕活動している非営利団体「グリーンバード」に携わっており、可能な限り協力している。

## 音楽サポート
演奏や録音などでサポートした、主なアーティストは以下の通り。
在籍していたバンド
- LAS NINJAS（1992〜93年期）
- VIBRASTONE
- ペドロ&カプリシャス

ライブサポート / レコーディング
- aiko
- angela
- 絢香
- 今井美樹
- 岩崎宏美
- 宇多田ヒカル
- 大塚愛
- 岡田ひらり
- 織田裕二
- ORANGE RANGE
- 川本真琴
- 関ジャニ∞
- KinKi Kids
- 倖田來未
- サザンオールスターズ
- 椎名林檎
- JIGGER'S SON
- SPEED
- SPLAY
- 244 ENDLI-x（旧名：ENDLICHERI☆ENDLICHERI）
- Do As Infinity
- 徳永英明
- ともさかりえ
- DREAMS COME TRUE
- 中島美嘉
- 原田龍二
- 藤木直人
- 矢沢永吉
- 渡辺貞夫

他、多数
サポートのみ
- EXILE
- CHAGE and ASKA
- てつ100%
- 矢井田瞳

他、多数
レコーディングのみ
- al.ni.co
- エース清水
- KUSU KUSU
- KENZI
- 小泉今日子
- COSA NOSTRA
- SURFACE
- スターダストレビュー
- ダイアモンド✡ユカイ
- To Be Continued
- 堀江由衣
- 真心ブラザーズ
- MONDO GROSSO
- 八神純子[12]
- 吉水孝之

他、多数

## 楽曲提供

### アーティスト
いずれも編曲ブラスアレンジ
関ジャニ∞
- 「急☆上☆Show!!」
- 「Wonderful World!!」
- 「ほろりメロディー」
- 「T.W.L/イエローパンジーストリート」
- 「モンじゃい・ビート」
- 「Water Drop」
- 「フリーダム理論」
- 「This moment」
- 「ロイヤルミルクストーリー」
- 「キング オブ 男!（ブラスバンドver.） 」
- 「オモイダマ」
- 「そして強くなれ」
- 「ドヤ顔人生」
- 「がむしゃら行進曲」
- 「ナイナイアイラブユー」
- 「バナナジュース」

など
渋谷すばる
- - 「あ」

エイトレンジャー
- - 「そして強くなれ」

アイドリング!!!
- 「告白」

大塚愛
- 「さくらんぼ」

KUSU KUSU
- 『JAMBO』

斉藤和義
- 『WONDERFUL FISH』
- 『歌うたい15 SINGLES BEST 1993〜2007』

SPLAY
- 「ワンモアタイム」

SOUL'd OUT
- 「ウェカピポ」

長渕剛
- 「走る」

藤本美貴
- 「ロマンティック浮かれモード」

真心ブラザーズ
- 『KING OF ROCK』

他、多数

### TVCM
- アコム
- 旭化成『サランラップ』
- Asahi『チューハイ果実の瞬間』
- 味の素『Cook Do』
- イオン
『イオンお客様感謝デー』
『5のつく日』
- IKEA
- 池田模範堂『ポケムヒS』
- ANA
- 越後製菓『まるでつきたて餅』
- NTT
『NTTドコモ』
『NTTフレッツテレビ』
- エプソン『カラリオ』
- 花王
『ソフィーナ』
『ヘルシアウォーター』
『バスマジックリン』
『ビオレ』
『8×4』
- 貝印『ヴァリオス』
- ガスト『チーズINハンバーグ』
- カネボウ化粧品『コフレドール』
- KIRIN『一番搾り』
- GREE
- グリコ『ドロリッチ』
- KEIRIN
- KOSE
- コーワ『ザ・ガードコーワ整腸錠』
- サッポロビール
- 薩摩酒造『黒白波』
- サンスター
- サントリー
『ザ・プレミアム・モルツ』
『ビタミンウォーター』
- サンヨー食品『カップスター』
- 三洋信販『ポケットバンク』
- JT『Roots』
- ジェームス
- 新生銀行『レイク』
- すき家『冬の感謝祭』
- 大正製薬『リポビタンファイン』
- 第一三共ヘルスケア『新ルルA錠』
- ダイワハウス
- 武田薬品『ハイシードリンク』
- ダリヤ『サロンドプロ』
- DeNA『モバゲー』
- 東京ディズニーリゾート
- 東京電力
- トヨタ・カローラ『ルミオン』
- 日清製粉『お好み焼き粉』
- 日清フーズ『マ・マー スパゲティー』
- 日本マクドナルド
- 日本コカ・コーラ
『ジョージア』
『アクエリアス』
- 日本ハム『シャウエッセン』
- ハインツ『ビストロママ』
- パナソニック
『愛情サイズ』
『エコナビ』
『ルミックスFX70』
- HITACHI『エコ』
- ピザーラ
- フォルクスワーゲン
- P&G『ファブリーズ』
- 富士銀行
- 富士ゼロックス（現:富士フイルムビジネスイノベーション）
- 三菱自動車『パジェロイオ』
- ヤマザキ
- 四谷大塚
- LION『PRO TEC』
- ロート製薬『OXY』

他、多数

## 出演

### ラジオ
- YOKANのBrasstic Time（2016年10月 - 鎌倉FM）

### 雑誌
- BAND LIFE（2016年4月 - プロスコープ) - 連載
- ブラストライブ（プロスコープ） - 連載 → 2016年「BAND LIFE」にリニューアル[13]
- バンドジャーナル（音楽之友社）
- 管楽器パラダイス（音楽之友社）
- DiGiRECO（Music Network Corporation）
- 月刊エレクトーン（ヤマハミュージックメディア）

### ライブ・ビデオ
関ジャニ∞
- KANJANI∞ LIVE TOUR JUKE BOX（2014年4月30日、テイチクエンタテインメント）
- 十祭 （2014年12月24日、INFINITY RECORDS）
- 関ジャニズム LIVE TOUR 2014≫2015（2015年4月29日、INFINITY RECORDS）

他、多数

## 書籍
- スゴカラ!! トランペットで吹いてみた!（2011年3月発売、ヤマハミュージックメディア）